# Bittium editum
Bittium editum là một loài ốc biển nhỏ, là động vật thân mềm chân bụng sống ở biển trong họ Cerithiidae. Loài này chỉ được ghi nhận ở New Zealand.